# Джордже-Кошбук
Джордже-Кошбук (рум. George Coșbuc) — село у повіті Ботошані в Румунії. Входить до складу комуни Горбенешть.
Село розташоване на відстані 378 км на північ від Бухареста, 16 км на схід від Ботошань, 89 км на північний захід від Ясс.

## Населення
За даними перепису населення 2002 року у селі проживали 264 особи, усі — румуни. Усі жителі села рідною мовою назвали румунську.